# Presa del Col Moschin
La Presa del Col Moschin è stata un fatto d'arme inquadrato nella Battaglia del Solstizio, episodio della Prima Guerra Mondiale.

## Antefatti
All'avvio della Battaglia del Solstizio, il 15 Giugno 1918, l'XI Armata del Generale Viktor Von Scheuchenstuel attaccò le difese italiane nel settore del Grappa, con l'obiettivo di sfondarle, dilagare nella Pianura Veneta e prendere alle spalle lo schieramento italiano.
Il primo attacco della 27ª Divisione Austro-Ungarica contro le posizioni del IX Corpo d'Armata italiano, pur validamente contrastato dalle artiglierie italiane sul lato orientale (dove gli austriaci sono costretti a fermarsi davanti al Monte Coston e in Val Damoro), ha un immediato successo e i capisaldi sul Brenta cadono uno dopo l'altro: gli austriaci si attestano sulle cime di Col di Miglio, Moschin, Fagheron e Fenilon, Palazzo Negri, Casa dei Pastori e Ca' dei Briganti. La situazione è così pesantissima per il Regio Esercito, poiché gli austriaci hanno in quel modo diretto accesso alla Pianura, ma le truppe Imperial-Regie non versano a loro volta in buone condizioni, poiché gli assalti hanno assorbito gran parte delle loro risorse e non consentono agli uomini di Scheuchenstuel un'ulteriore avanzata.
Onde impedire che le truppe nemiche si riorganizzino, viene ordinato al IX Reparto d'Assalto del Maggiore Giovanni Messe ed ai Reggimenti 91° e 92° della Brigata "Basilicata" (comandata dal Colonnello Boccacci) di portarsi sul Col del Gallo per la controffensiva contro le truppe nemiche ancora in fase di riorganizzazione.

## La Battaglia

### Prima Fase: Quota 1318 e Col Fagheron
L'attacco del IX Reparto ha inizio alle 14 del 15 Giugno: supportati dal I Battaglione del Tenente Colonnello Tomassetti, in forza al 91º Reggimento comandato dal Colonnello Goffi, la 1ª e la 2ª Compagnia iniziano l'assalto.
La 1ª Compagnia del Capitano Pinca attacca Palazzo Negri, Casa dei Pastori e Ca' dei Briganti, poste circa a cento metri l'una dall'altra, riuscendo a sopraffare gli austriaci appostati, quindi si dirige verso il ridotto su quota 1318, conquistandolo velocemente ma perdendo nell'assalto il Comandante, mentre la 2ª Compagnia del Capitano Zancanaro si muove verso il Col Fagheron, eliminando i nemici attestati sul pendio del monte in un violento corpo a corpo e conquistando velocemente la cima, per poi disperdere i rimanenti e costringendo gli austriaci a fuggire nelle caverne e nei boschi circostanti per tentare un'ultima resistenza, che viene infine spezzata grazie ai lanciafiamme.
La prima fase dell'azione si conclude in circa un quarto d'ora; gli Arditi possono quindi riordinarsi sulle posizioni conquistate, rinforzati sulla sinistra dal I Battaglione per evitare contrattacchi nemici in quella zona, e procedere con la seconda fase dell'operazione.

### Seconda Fase: Col Fenilon e Col Moschin
Dopo una puntata esplorativa di alcune pattuglie di Messe, che indica una forte presenza nemica sui Colli Fenilon e Moschin, il Maggiore pianifica il secondo attacco, che sarà questa volta supportato dal II Battaglione del Tenente Colonnello Moni, in forza al 92º Reggimento comandato dal Colonnello Mariotti.
Dalle ore 20:30 alle 22:00, il II Battaglione colpisce con il tiro d'artiglieria le posizioni austriache: alle ore 21:00, il IX Reparto di Messe, seguito da una Compagnia del I Battaglione e dal Plotone d'Assalto Reggimentale del 91º Reggimento, assale il Col Fenilon avvolto in una fitta nebbia, conquistandolo dopo un'ora di aspri scontri e facendo circa 85 prigionieri.
Dopo la presa del Fenilon, il comandante della Brigata "Basilicata" decide di completare l'azione con la conquista del Col Moschin: alle ore 7:00 del 16 giugno gli Arditi del IX Reparto, ammassatisi sulla selletta del Col Moschin un'ora prima, partono all'assalto seguiti dal II Battaglione, nonostante il fuoco dell'artiglieria, iniziato in ritardo, continui oltre l'orario dell'inizio dell'assalto, allungando il tiro oltre il momento previsto.
Ciononostante, l'assalto è portato avanti e, dopo dieci minuti di salita ed un'altra decina di minuti di combattimenti, gli Arditi di Messe riescono a conquistare la cima del Moschin, infliggendo perdite gravissime agli austriaci, nonostante la strenua resistenza, e catturando tra i 250 e i 300 prigionieri (di cui 27 ufficiali), 17 mitragliatrici, un cannoncino da montagna, due batterie italiane catturate dagli imperiali e altro materiale: il IX Reparto affida quindi le posizioni conquistate al II Battaglione e ritorna di riserva nelle sue posizioni dietro Quota 1318.

## Conseguenze
L'Assalto testimoniò la capacità e l'efficacia dei reparti d'Arditi, quando correttamente coadiuvati dall'Artiglieria di supporto e dalla fanteria: inoltre impedì agli austriaci di sfruttare il vantaggio conseguito dalle truppe di Scheuschenstuel, nonché di proseguire nella Pianura Veneta, passando tra il Brenta e il Piave.
Il bilancio delle perdite del contrattacco fu di circa 5 morti e 80 feriti da parte italiana, contro un numero sconosciuto (ma stando alle testimonianze molto elevato) di morti e feriti e circa 400 prigionieri da parte austroungarica.